# (46563) Oken
(46563) Oken (1991 RY3) – planetoida z pasa głównego asteroid okrążająca Słońce w ciągu 5,46 lat w średniej odległości 3,1 au. Odkryta 12 września 1991 roku.